# Billete de mil colones de 1975
El billete de mil colones de 1975 es parte del sistema monetario de Costa Rica y se emite por el Banco Central de Costa Rica por primera vez en ese año, llevando la serie B. La serie A correspondía a otro diseño. Desde 1997 circula uno con las mismas imágenes pero con la serie D. El diseño general es de color rojo. Lleva en el anverso la efigie de Tomás Soley Güell y en el reverso el edificio del Instituto Nacional de Seguros, fundado en 1924 por el señor Soley Güell. La primera emisión fue impresa por la American Bank Note Company y tiene un tamaño de 155 milímetros de largo por 65 milímetros de ancho, en papel de algodón. Popularmente se le conoce como «un rojo».
En 2011, el tipo de cambio promedio en Costa Rica es de ₡500 por $1,00 de EE. UU.. siendo este billete equivalente aproximadamente a $2,00. También a partir de ese año, comienzó la sustitución de todos los billetes por una nueva familia con diferentes colores, diseños y tamaños, iniciando con la introducción del billete de veinte mil colones de 2010 en agosto.
A partir del 19 de junio de 2011, se puso en circulación en forma simultánea el nuevo billete de mil colones de 2011. Este billete de 1975 perdió su capacidad de pago el 31 de agosto de 2011. A partir de esa fecha solo serán cambiados en el Banco Central de Costa Rica.

## Detalle de emisiones

### Emisión de 1975-1979
Catálogo # 250
Impreso por American Bank Note Company.
Serie B
- 9 de junio de 1975
- 13 de noviembre de 1978
- 24 de diciembre de 1981
- 8 de julio de 1982
- 7 de abril de 1983
- 2 de octubre de 1984
- 20 de marzo de 1985

### Emisión de 1986-1987
Catálogo 256
Impreso por American Bank Note Company.
Serie C
- 9 de noviembre de 1986
- 17 de junio de 1987
- 6 de enero de 1988
- 17 de enero de 1989

### Emisión de 1990-1992
Catálogo 259
Impreso por United States Bank Corp.
Serie C
- 24 de abril de 1990
- 3 de octubre de 1990
- 23 de octubre de 1991
- 2 de febrero de 1994
- 20 de abril de 1994
- 15 de junio de 1994
- 10 de octubre de 1994

### Emisión 1993-1997
Catálogo 264
Impreso por American Bank Note Company.
Serie D
- 23 de julio de 1997
- 23 de setiembre de 1998
- 24 de febrero de 1999
- 9 de abril de 2003

### Emisión de 1998
Catálogo 270
Impreso por American Bank Note Company.
Serie D
- 23 de septiembre de 1998 (Con resello del BCCR por su 50 aniversario).
- 24 de febrero de 1999
- 9 de abril de 2003
- 27 de septiembre de 2004

## Familia de billetes
| Denominación    | Efigie                  | Color predominante | Dimensiones | Imagen del anverso | Imagen del reverso |
| --------------- | ----------------------- | ------------------ | ----------- | ------------------ | ------------------ |
| ₡1.000 Serie D  | Tomás Soley Güell       | Rojo               | 156 x 66 mm |                    |                    |
| ₡2.000 Serie A  | Clodomiro Picado Twight | Café               | 156 x 66 mm |                    |                    |
| ₡5.000 Serie C  | Chamán                  | Celeste            | 156 x 66 mm |                    |                    |
| ₡10.000 Serie A | Emma Gamboa Alvarado    | Azul               | 156 x 66 mm |                    |                    |